# Sint-Jan-de-Doperkerk (Dison)

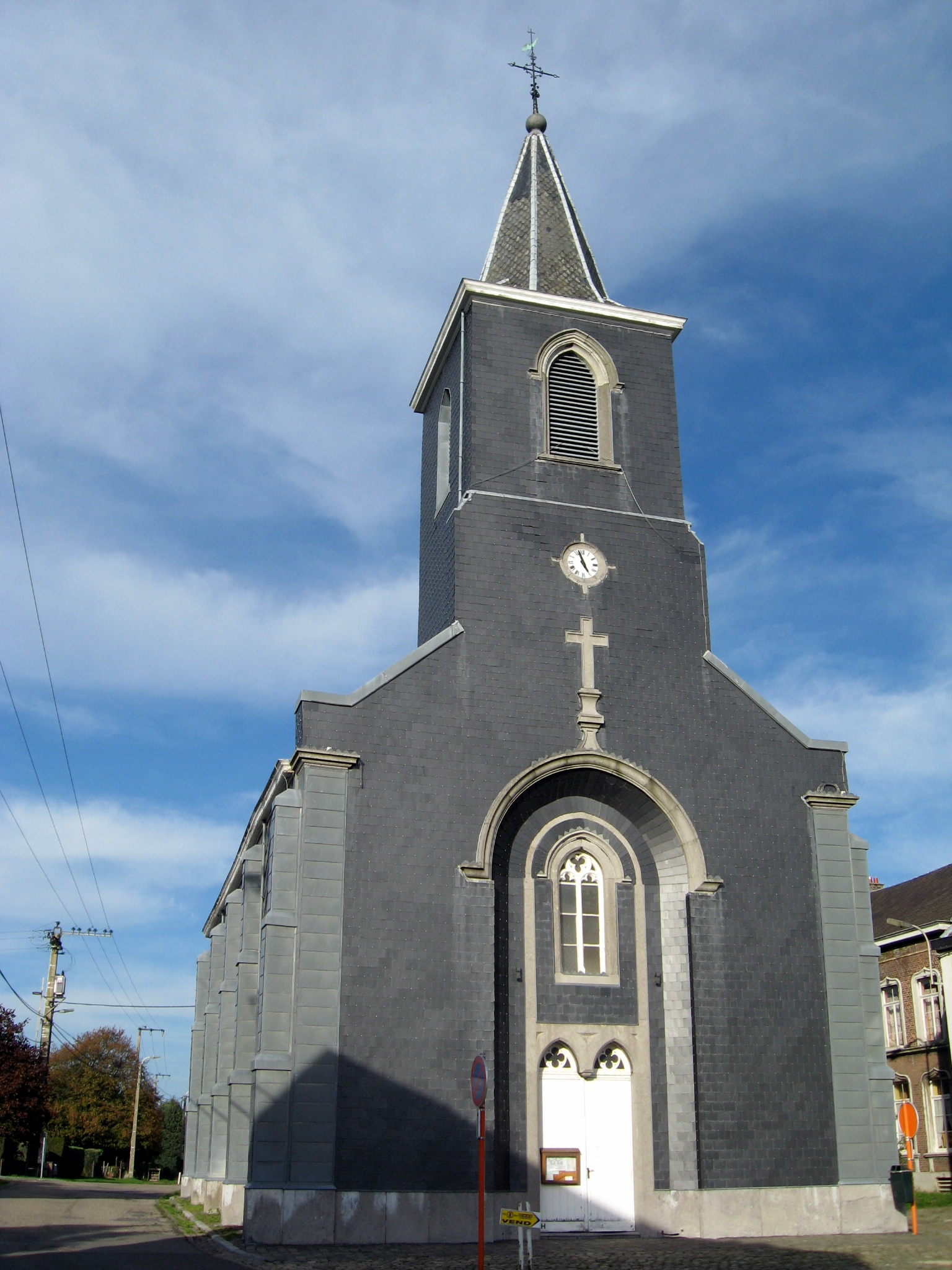
Sint-Jan-de-Doperkerk

De Sint-Jan-de-Doperkerk (Frans: Église Saint-Jean-Baptiste) is de parochiekerk van de tot de Belgische gemeente Dison behorende buurtschap Mont, gelegen aan de Rue de Mont.

## Geschiedenis
In 1662 werd er op deze plaats een kapel gebouwd die gewijd was aan het Heilig Kruis en aan Sint-Elooi. In 1675 werden de eerste missen in deze kapel opgedragen en vanaf 1710 kreeg de kapel een rector, die afkomstig was van Petit-Rechain. In 1838 werd de kapel verheven tot parochiekerk.
De huidige kerk werd gebouwd vanaf 1852 en was gereed in 1863. Gebouwd in vroege neogotiek is het een eenbeukige kerk in baksteen en natuursteen, met smaller en driezijdig afgesloten koor, waarachter zich een grote sacristie bevindt. De kerk heeft een ingebouwde toren met achtzijdige spits.

## Interieur
Het interieur wordt overwelfd door een kruisribgewelf. Er is een biechtstoel van het tweede kwart van de 18e eeuw, in régencestijl, die mogelijk van de Abdij van Val-Dieu afkomstig is. Het granieten doopvont is van omstreeks 1750. Het orgel werd omstreeks 1850 vervaardigd door de firma gebroeders Link. Van de 18e eeuw zijn houten beelden van Sint-Elooi, Sint-Firminus, en Sint-Marcoen. Twee gebrandschilderde vensters uit 1900 werden vervaardigd door L. de Contini.